# Jûgo
 (juin 2024).
Pour les articles homonymes, voir Jugo.
Jûgo (重吾, Jūgo) est un personnage du manga Naruto, et le dernier membre recruté par Sasuke. Il est désigné par Pain sous le nom Tenbin no Jūgo (天秤の重吾). On ignore toutefois s'il s'agit d'un titre ou d'une indication de sa provenance.

## Profil

### Apparence
Jûgo est un ninja roux, grand et imposant (lorsque l’équipe Taka va s’approvisionner au magasin de fournitures de Nekobaa, il est obligé de s’habiller avec un rideau, aucun vêtement n’étant à sa taille).

### Histoire
Jûgo est un des rares sujets d'Orochimaru à l'avoir rejoint de son plein gré. En effet, il pensait qu'Orochimaru pourrait le guérir de ses pulsions meurtrières. Orochimaru l'a donc enfermé avec Kimimaro pour qu'il évite de faire trop de dégâts, Kimimaro étant la seule personne assez forte pour le contenir lors de ses crises. De ce fait, Kimimaro et Jûgo sont devenus amis. 
Depuis la disparition de Kimimaro, le repaire d'Orochimaru où était Jûgo est rempli de personnes dotées du sceau maudit, très certainement des sujets d'expériences d'Orochimaru mais elles furent toutes vaincues par l'équipe Hebi.
Kimimaro s'étant sacrifié pour permettre à Sasuke d'atteindre Orochimaru, Jûgo veut s'assurer que le jeune Uchiwa est bien digne de ce sacrifice ; en souvenir de son ami, Jûgo accepte de suivre Sasuke. Une raison plus pratique du ralliement de Jûgo est qu'actuellement, seul Sasuke à assez de force pour retenir ses accès de folie. Suigetsu et Karin le prennent pour un fou furieux et semblent un peu incommodés de voyager avec lui, néanmoins ils se rallient à l'avis de Sasuke.
Lors de la 4e grande guerre ninja, Jûgo reste toujours fidèle à Sasuke, bien que celui-ci l’ait abandonné au Conseil des cinq kage. Lorsqu’il le retrouve dans la caverne du combat contre Kabuto, il lui réaffirme sa loyauté, considérant que « la volonté de Sasuke est celle de Kimimaro ».

### Personnalité
Jûgo est atteint d'un genre de schizophrénie puisqu'il possède une double personnalité et des crises de paranoïa. Le Jûgo normal est un personnage très calme, ami des animaux, qui préfèrerait mourir plutôt que de tuer des gens, mais dès que son corps produit une molécule en mesure d'augmenter son agressivité, si la proportion est trop élevée, il devient comme fou, et la molécule lui permet alors de modifier son corps de façon monstrueuse pour se battre. Karin dit de lui : « En réalité, il ne veut tuer personne, c'est parce qu'il n'a aucun contrôle de lui-même qu'il succombe à une irrésistible envie de tuer. ».

### Capacités
La molécule de Jûgo est à l'origine du sceau maudit d'Orochimaru, que portent Sasuke et le quintet d'Oto : Orochimaru a prélevé ses cellules pour synthétiser le sceau maudit. Ainsi, alors que les autres ne possèdent qu'une apparence unique au niveau 2 du sceau, Jûgo est capable de modifier son corps comme il le souhaite et peut passer au niveau 2 partiellement modifiant une seule partie de son corps, exploit que seuls Kimimaro et Sasuke ont réussi à faire à ce jour. Il est expliqué par la suite que ces capacités, celles de son clan, proviennent de l’art ermite dispensé dans le lieu sacré des serpents, l'Antre du Dragon (龙地洞, Ryūchidō). Les membres de ce clan peuvent utiliser l’énergie naturelle pour se modifier physiquement, un effet secondaire de cette capacité étant d’entrer dans une « fureur sacrée » (berserk).
- En usant de son sceau maudit, Jûgo est capable de durcir sa peau, ce qui lui permet d'être invulnérable à certaines attaques. Il peut également augmenter la taille de ses membres ou transformer ceux-ci en armes.

- Sa molécule lui procure également des pouvoirs de régénération. En fusionnant sa chair avec celle d'une personne blessée compatible avec son sceau, Jugo est capable de la soigner. Ce pouvoir a pour effet secondaire de le rajeunir. À l’inverse, il peut absorber les cellules d’un corps biologique pour se soigner et récupérer de l’énergie, ce qui a pour effet de le vieillir.

- Jûgo est également capable de communiquer avec les animaux.